# 卡夫卡茲 (別列茲涅古瓦捷區)
47°17′17″N 33°4′2″E / 47.28806°N 33.06722°E
卡夫卡茲（烏克蘭語：Кавказ），是烏克蘭南部的村莊，隸屬尼古拉耶夫州的巴什坦卡區。該村始建於1920年，面積0.63平方公里，海拔高度67米，2001年人口217，人口密度每平方公里344.4人。